# بروجيكت سنديكيت
بروجيكت سنديكيت هي منظمة صحفية دولية غير هادفة للربح وتُعد رابطة للصحف. وتوزع التعليقات والتحليلات «مقالات الرأي» من قبل الخبراء والناشطين، والحائزين على جائزة نوبل، الساسة والاقتصاديين والمفكرين السياسيين وكبار رجال الأعمال والأكاديميين والمنشورات الأعضاء فيها، ويشجع على التواصل بين أعضائها.

## المساهمين
تعتمد المساهمات في المقام الأول على أعضائها في البلدان المتقدمة، والذين يشكلون حوالي 60 ٪ من الأعضاء، وحصلت على منح من مؤسسة المجتمع المفتوح، وبوليتيكن مؤسسة في الدنمارك، دي تسايت Ebelin، ومؤسسة جيرد بوسيريوس، والتي معا تسمح لها أن تقدم خدماتها مجانا للصحف في البلدان النامية حيث الموارد الصحافية قد لا تكون متاحة بسهولة.

## اللغات
مشروع سنديكيت يترجم من الإنجليزية إلى سبع لغات : العربية، الصينية، التشيكية، الفرنسية، الألمانية، الأسبانية والروسية وتنشر في لغات عديدة أخرى.

## وصلات خارجية
- موقعها الرسمي.